# Challenge Cup 2023-2024
Navigation
EPCR Challenge Cup 2022-2023 EPCR Challenge Cup 2024-2025
La Challenge Cup 2023-2024, oppose pour la saison 2023-2024 vingt-deux équipes européennes et sud-africaines de rugby à XV.
Le format de la compétition change de nouveau par rapport aux années précédentes. Désormais, dix-huit équipes sont qualifiées et réparties en trois poules de six qui s'affrontent partiellement sur quatre matchs. Les quatre premières équipes de chaque poule sont qualifiées pour les huitièmes de finale. Elles sont rejointes à ce niveau de la compétition par quatre équipes de Champions Cup classées cinquième de leur poule.
Pour la première fois dans l'histoire de la compétition, une équipe géorgienne participe au tournoi. Il s'agit de la franchise du Black Lion.
La compétition se déroule du 8 décembre 2023 au 24 mai 2024. La finale se joue au Tottenham Hotspur Stadium de Londres.

## Présentation

### Équipes en compétition
Dix-huit équipes accèdent à la compétition lors de la phase de poules, en conséquence - pour seize d'entre elles - de leur non qualification à la Champions Cup durant la saison précédente :
- Les équipes classées 10e et 11e de Premiership.
- Les six équipes de Top 14 non qualifiées pour la Champions Cup, indifféremment maintenues de Top 14 ou promues de Pro D2.
- Les huit franchises du United Rugby Championship non qualifiées pour la Champions Cup, c'est-à-dire les équipes les moins biens classées au classement général exceptées les équipes premières de poule.

À noter que huit places qualificatives pour la Champions Cup étant attribuées à la Premiership, les équipes de cette ligue qualifiées pour la Challenge Cup le sont normalement à partir de la 9e place. Cependant, les London Irish, classés 5e, sont exclus du championnat anglais et des compétitions de l'EPCR pour l'année 2023-2024 pour cause de difficultés financières. Les Bristol Bears, classés 9e, accèdent donc à la Champions Cup et seules deux équipes de Premiership sont qualifiées pour la Challenge Cup.
Les clubs qualifiés sont les suivants :
| - Bristol Bears (repêché en Champions Cup) - Gloucester Rugby - Newcastle Falcons | - Castres olympique - ASM Clermont Auvergne - Montpellier HR - Section paloise - USA Perpignan - Oyonnax Rugby | - Sharks - Lions - Benetton Trévise - Édimbourg Rugby - Ospreys - Scarlets - Dragons RFC - Zebre Parma |

Pour compléter la compétition et arriver au nombre de dix-huit équipes, l'EPCR invite deux équipes supplémentaires. Leur identité est dévoilée le 6 juillet :
- Cheetahs
- Black Lion

### Calendrier
Le 30 mars 2023, l'EPCR annonce les dates prévisionnelles pour la saison 2023-2024.
| Nom                                           | Date                                                                                    | Équipes participantes |
| --------------------------------------------- | --------------------------------------------------------------------------------------- | --------------------- |
| Phase de poules Tirage au sort : 21 juin 2023 |                                                                                         |                       |
| Journée 1 Journée 2 Journée 3 Journée 4       | 8/9/10 décembre 2023 15/16/17 décembre 2023 12/13/14 janvier 2024 19/20/21 janvier 2024 | 18                    |
| Phase éliminatoire                            |                                                                                         |                       |
| Huitièmes de finale                           | 5/6/7 avril 2024                                                                        | 16                    |
| Quarts de finale                              | 12/13/14 avril 2024                                                                     | 8                     |
| Demi-finale                                   | 3/4/5 mai 2024                                                                          | 4                     |
| Finale                                        | 24 mai 2024                                                                             | 2                     |

## Phase de poules

### Tirage au sort
Le tirage au sort à lieu le 21 juin 2023 vers 13h30, au Tottenham Hotspur Stadium de Londres.
Le système de chapeau utilisé lors des années précédentes est abandonné. Les équipes sont tirées au sort l'une après l'autre et placées dans trois poules de six équipes chacune. La première équipe tirée au sort est placée dans la poule A, la deuxième dans la poule B, la troisième dans la poule C, la quatrième dans la poule A et ainsi de suite. Le tirage au sort doit malgré tout respecter certains principes clés. Si, lors du tirage d'une équipe, un principe n'est pas respecté, alors elle est placée dans la poule suivante et le tirage au sort reprend à partir de la poule dans laquelle le précédent club n'a pas pu être placé. Les principes clés sont les suivants:
- Chaque poule doit contenir deux équipes de Top 14.
- Les deux clubs de Premiership doivent être séparés dans des poules différentes.
- Les deux clubs invités doivent être séparés dans des poules différentes.
- Les clubs d'URC appartenant à la même conférence (ou shield en anglais) ne peuvent pas se retrouver dans la même poule. Ainsi, les équipes galloises des Ospreys, des Dragons RFC et des Scarlets seront dans des poules différentes. Il en va de même pour les équipes sud-africaines des Sharks et des Lions, ainsi que pour les équipes écossaises et italiennes d'Édimbourg Rugby, du Benetton Trévise et du Zebre Parma, qui jouent dans la même conférence[5].

### Format et règlement
La première phase de la compétition voit les équipes disputer quatre matchs de classement. Chaque équipe rencontre ainsi quatre autres équipes, une seule fois, à domicile ou à l'extérieur. De plus, il n'y a pas de matchs entre clubs d'une même ligue à l'exception des équipes d'URC.
À l'issue de la première phase, les quatre premières formations de chacune des poules se qualifient pour les huitième de finale, et sont rejointes par quatre clubs reversés de la Champions Cup.
Les classements sont établis en suivant les règles suivantes :
- 4 points de classement pour une victoire ;
- 2 points de classement pour un match nul ;
- 1 point de classement de bonus si l'équipe inscrit 4 essais ou plus ;
- 1 point de classement de bonus si l'équipe perd de 7 points ou moins.

En cas d'égalité au classement entre une ou plusieurs équipes, comptent, dans l'ordre :
1. la meilleure différence de points ;
2. le nombre d'essais inscrits ;
3. le nombre de joueurs suspendus pour des incidents disciplinaires, par ordre croissant.

Si l'égalité est toujours constatée, un tirage au sort est réalisé entre les équipes concernées.

### Matchs et classements
Les matchs de la phase de poule se déroulent durant quatre week-ends du 8 décembre 2023 au 21 janvier 2024.
Légende des classements
- Qualification en huitième de finale

Légende des résultats
- Victoire de l'équipe à domicile
- Match nul
- Victoire de l'équipe en déplacement

#### Poule A
| Rang | Club            | J | V | N | D | Bo | Bd | Pm  | Pe  | Diff | Pts |
| ---- | --------------- | - | - | - | - | -- | -- | --- | --- | ---- | --- |
| 1    | Sharks          | 4 | 3 | 0 | 1 | 4  | 1  | 141 | 53  | +88  | 17  |
| 2    | Section paloise | 4 | 3 | 0 | 1 | 0  | 0  | 90  | 113 | -23  | 12  |
| 3    | Cheetahs        | 4 | 2 | 0 | 2 | 2  | 1  | 112 | 105 | +7   | 11  |
| 4    | Zebre Parma     | 4 | 2 | 0 | 2 | 1  | 1  | 83  | 92  | -9   | 10  |
| 5    | Dragons RFC     | 4 | 1 | 0 | 3 | 1  | 2  | 71  | 80  | -9   | 7   |
| 6    | Oyonnax Rugby   | 4 | 1 | 0 | 3 | 1  | 1  | 56  | 110 | -54  | 6   |

| Résultats (▼dom., ►ext.) | CHE   | PAU   | DRA   | ZEB   | OYO  | SHA   |
| Cheetahs                 | —     | 20-33 | —     | —     | —    | 32-29 |
| Section paloise          | —     | —     | 24-21 | 28-27 | —    | —     |
| Dragons RFC              | —     | —     | —     | —     | 24-7 | 9-29  |
| Zebre Parma              | 15-33 | —     | 20-17 | —     | —    | —     |
| Oyonnax Rugby            | 28-27 | —     | —     | 14-21 | —    | —     |
| Sharks                   | —     | 45-5  | —     | —     | 38-7 | —     |

#### Poule B
| Rang | Club              | J | V | N | D | Bo | Bd | Pm  | Pe  | Diff | Pts |
| ---- | ----------------- | - | - | - | - | -- | -- | --- | --- | ---- | --- |
| 1    | Benetton Trévise  | 4 | 3 | 0 | 1 | 3  | 0  | 147 | 87  | +60  | 15  |
| 2    | Montpellier HR    | 4 | 3 | 0 | 1 | 2  | 0  | 94  | 54  | +40  | 14  |
| 3    | Ospreys           | 4 | 3 | 0 | 1 | 2  | 0  | 111 | 103 | +8   | 14  |
| 4    | Lions             | 4 | 2 | 0 | 2 | 2  | 0  | 94  | 76  | +18  | 10  |
| 5    | Newcastle Falcons | 4 | 1 | 0 | 3 | 0  | 1  | 82  | 139 | -57  | 5   |
| 6    | USA Perpignan     | 4 | 0 | 0 | 4 | 0  | 0  | 45  | 114 | -69  | 0   |

| Résultats (▼dom., ►ext.) | OSP   | PER  | NEW   | LIO   | MON   | BEN   |
| Ospreys                  | —     | 25-3 | —     | —     | —     | 43-34 |
| USA Perpignan            | —     | —    | 23-32 | 12-28 | —     | —     |
| Newcastle Falcons        | —     | —    | —     | —     | 19-24 | 18-57 |
| Lions                    | 28-38 | —    | 35-13 | —     | —     | —     |
| Montpellier HR           | 38-5  | —    | —     | 13-3  | —     | —     |
| Benetton Trévise         | —     | 29-7 | —     | —     | 27-19 | —     |

#### Poule C
| Rang | Club              | J | V | N | D | Bo | Bd | Pm  | Pe  | Diff | Pts |
| ---- | ----------------- | - | - | - | - | -- | -- | --- | --- | ---- | --- |
| 1    | Gloucester Rugby  | 4 | 4 | 0 | 0 | 1  | 0  | 99  | 52  | +47  | 17  |
| 2    | ASM Clermont      | 4 | 3 | 0 | 1 | 3  | 0  | 122 | 66  | +56  | 15  |
| 3    | Édimbourg Rugby   | 4 | 2 | 0 | 2 | 2  | 1  | 103 | 92  | +11  | 11  |
| 4    | Castres olympique | 4 | 2 | 0 | 2 | 2  | 0  | 88  | 91  | -3   | 10  |
| 5    | Black Lion        | 4 | 1 | 0 | 3 | 0  | 1  | 42  | 86  | -44  | 5   |
| 6    | Scarlets          | 4 | 0 | 0 | 4 | 0  | 0  | 59  | 126 | -67  | 0   |

| Résultats (▼dom., ►ext.) | EDI   | CAS   | ASM   | BLA  | GLO   | SCA   |
| Édimbourg Rugby          | —     | 34-21 | —     | —    | 20-21 | —     |
| Castres olympique        | —     | —     | —     | 28-6 | —     | 34-16 |
| ASM Clermont             | 31-18 | —     | —     | —    | —     | 38-17 |
| Black Lion               | —     | —     | 3-36  | —    | 10-15 | —     |
| Gloucester Rugby         | —     | 35-5  | 28-17 | —    | —     | —     |
| Scarlets                 | 19-31 | —     | —     | 7-23 | —     | —     |

## Phase éliminatoire
La phase éliminatoire débute le week-end du 5 avril 2024 par des huitièmes de finale entre les seize équipes qualifiées. Les quatre meilleures équipes de chaque poule sont rejointes par quatre équipes reversées de Champions Cup.
Ces équipes sont classées afin de déterminer les oppositions pour les huitièmes de finale et l'ensemble de la phase éliminatoire ainsi que les équipes ayant l'avantage du terrain:
- les vainqueurs de poule en Challenge Cup sont classés de 1er à 3e ;
- les seconds de poule en Challenge Cup sont classés de 4e à 6e ;
- les deux meilleurs troisièmes de poule en Challenge Cup sont classés 7e et 8e ;
- les quatre repêchés de Champions Cup sont classés de 9e à 12e ;
- le moins bon troisième de poule en Challenge Cup est classé 13e ;
- les quatrièmes de poule en Challenge Cup sont classés de 14e à 16e.

Les équipes de même classement en phase de poule du Challenge européen et celles reversées Coupe d'Europe sont départagées, dans l'ordre, selon les critères suivants :
- le nombre de points de classement accumulés
- la meilleure différence de points ;
- le nombre d'essais inscrits ;
- le nombre de joueurs suspendus pour des incidents disciplinaires, par ordre croissant.

Si l'égalité est toujours constatée, un tirage au sort est réalisé entre les équipes concernées.
| Rang | Club              | Poule | Pos | Pts | Diff | Em |
| ---- | ----------------- | ----- | --- | --- | ---- | -- |
| 1    | Sharks            | A     | 1er | 17  | +88  | 21 |
| 2    | Gloucester Rugby  | C     | 1er | 17  | +47  | 9  |
| 3    | Benetton Trévise  | B     | 1er | 15  | +60  | 19 |
| 4    | ASM Clermont      | C     | 2e  | 15  | +56  | 17 |
| 5    | Montpellier HR    | B     | 2e  | 14  | +40  | 15 |
| 6    | Section paloise   | A     | 2e  | 12  | -23  | 10 |
| 7    | Ospreys           | B     | 3e  | 14  | +8   | 15 |
| 8    | Édimbourg Rugby   | C     | 3e  | 11  | +11  | 15 |
| 13   | Cheetahs          | A     | 3e  | 11  | +7   | 14 |
| 14   | Lions             | B     | 4e  | 10  | +18  | 10 |
| 15   | Castres olympique | C     | 4e  | 10  | -3   | 13 |
| 16   | Zebre Parma       | A     | 4e  | 10  | -9   | 11 |

| Rang | Club             | Poule | Pts | Diff | Em |
| ---- | ---------------- | ----- | --- | ---- | -- |
| 9    | Aviron bayonnais | C     | 8   | -25  | 11 |
| 10   | Sale Sharks      | D     | 6   | -7   | 13 |
| 11   | Connacht         | A     | 6   | -52  | 13 |
| 12   | Ulster           | B     | 5   | -59  | 12 |

- Équipe jouant le huitième de finale à domicile
- Équipe jouant le huitième de finale à l'extérieur

### Tableau final
|  | Huitièmes de finale                                   | Huitièmes de finale                      | Huitièmes de finale                                    | Huitièmes de finale                      |                  |                  | Quarts de finale                          | Quarts de finale                          | Quarts de finale                          | Quarts de finale                          |  |  | Demi-finales                          | Demi-finales                          | Demi-finales                          | Demi-finales                          |  |  | Finale                                          | Finale                                          | Finale                                          | Finale                                          |
|  |                                                       |                                          |                                                        |                                          |                  |                  |                                           |                                           |                                           |                                           |  |  |                                       |                                       |                                       |                                       |  |  |                                                 |                                                 |                                                 |                                                 |
|  | 7 avril 2024, Kings Park Stadium, Durban              | 7 avril 2024, Kings Park Stadium, Durban | 7 avril 2024, Kings Park Stadium, Durban               | 7 avril 2024, Kings Park Stadium, Durban |                  |                  | 13 avril 2024, Kings Park Stadium, Durban | 13 avril 2024, Kings Park Stadium, Durban | 13 avril 2024, Kings Park Stadium, Durban | 13 avril 2024, Kings Park Stadium, Durban |  |  | 4 mai 2024, Twickenham Stoop, Londres | 4 mai 2024, Twickenham Stoop, Londres | 4 mai 2024, Twickenham Stoop, Londres | 4 mai 2024, Twickenham Stoop, Londres |  |  | 24 mai 2024, Tottenham Hotspur Stadium, Londres | 24 mai 2024, Tottenham Hotspur Stadium, Londres | 24 mai 2024, Tottenham Hotspur Stadium, Londres | 24 mai 2024, Tottenham Hotspur Stadium, Londres |
|  | 1                                                     | Sharks                                   | 47                                                     | 47                                       |                  |                  | 13 avril 2024, Kings Park Stadium, Durban | 13 avril 2024, Kings Park Stadium, Durban | 13 avril 2024, Kings Park Stadium, Durban | 13 avril 2024, Kings Park Stadium, Durban |  |  | 4 mai 2024, Twickenham Stoop, Londres | 4 mai 2024, Twickenham Stoop, Londres | 4 mai 2024, Twickenham Stoop, Londres | 4 mai 2024, Twickenham Stoop, Londres |  |  | 24 mai 2024, Tottenham Hotspur Stadium, Londres | 24 mai 2024, Tottenham Hotspur Stadium, Londres | 24 mai 2024, Tottenham Hotspur Stadium, Londres | 24 mai 2024, Tottenham Hotspur Stadium, Londres |
|  | 1                                                     | Sharks                                   | 47                                                     | 47                                       |                  |                  | 13 avril 2024, Kings Park Stadium, Durban | 13 avril 2024, Kings Park Stadium, Durban | 13 avril 2024, Kings Park Stadium, Durban | 13 avril 2024, Kings Park Stadium, Durban |  |  | 4 mai 2024, Twickenham Stoop, Londres | 4 mai 2024, Twickenham Stoop, Londres | 4 mai 2024, Twickenham Stoop, Londres | 4 mai 2024, Twickenham Stoop, Londres |  |  | 24 mai 2024, Tottenham Hotspur Stadium, Londres | 24 mai 2024, Tottenham Hotspur Stadium, Londres | 24 mai 2024, Tottenham Hotspur Stadium, Londres | 24 mai 2024, Tottenham Hotspur Stadium, Londres |
|  | 16                                                    | Zebre Parma                              | 3                                                      | 3                                        |                  |                  | 13 avril 2024, Kings Park Stadium, Durban | 13 avril 2024, Kings Park Stadium, Durban | 13 avril 2024, Kings Park Stadium, Durban | 13 avril 2024, Kings Park Stadium, Durban |  |  | 4 mai 2024, Twickenham Stoop, Londres | 4 mai 2024, Twickenham Stoop, Londres | 4 mai 2024, Twickenham Stoop, Londres | 4 mai 2024, Twickenham Stoop, Londres |  |  | 24 mai 2024, Tottenham Hotspur Stadium, Londres | 24 mai 2024, Tottenham Hotspur Stadium, Londres | 24 mai 2024, Tottenham Hotspur Stadium, Londres | 24 mai 2024, Tottenham Hotspur Stadium, Londres |
|  | 16                                                    | Zebre Parma                              | 3                                                      | 3                                        | Sharks           | Sharks           | 36                                        | 36                                        |                                           |                                           |  |  | 4 mai 2024, Twickenham Stoop, Londres | 4 mai 2024, Twickenham Stoop, Londres | 4 mai 2024, Twickenham Stoop, Londres | 4 mai 2024, Twickenham Stoop, Londres |  |  | 24 mai 2024, Tottenham Hotspur Stadium, Londres | 24 mai 2024, Tottenham Hotspur Stadium, Londres | 24 mai 2024, Tottenham Hotspur Stadium, Londres | 24 mai 2024, Tottenham Hotspur Stadium, Londres |
|  | 6 avril 2024, Murrayfield Stadium, Édimbourg          |                                          |                                                        |                                          | Sharks           | Sharks           | 36                                        | 36                                        |                                           |                                           |  |  | 4 mai 2024, Twickenham Stoop, Londres | 4 mai 2024, Twickenham Stoop, Londres | 4 mai 2024, Twickenham Stoop, Londres | 4 mai 2024, Twickenham Stoop, Londres |  |  | 24 mai 2024, Tottenham Hotspur Stadium, Londres | 24 mai 2024, Tottenham Hotspur Stadium, Londres | 24 mai 2024, Tottenham Hotspur Stadium, Londres | 24 mai 2024, Tottenham Hotspur Stadium, Londres |
|  |                                                       |                                          | Édimbourg Rugby                                        | Édimbourg Rugby                          | 30               | 30               |                                           |                                           |                                           |                                           |  |  | 4 mai 2024, Twickenham Stoop, Londres | 4 mai 2024, Twickenham Stoop, Londres | 4 mai 2024, Twickenham Stoop, Londres | 4 mai 2024, Twickenham Stoop, Londres |  |  | 24 mai 2024, Tottenham Hotspur Stadium, Londres | 24 mai 2024, Tottenham Hotspur Stadium, Londres | 24 mai 2024, Tottenham Hotspur Stadium, Londres | 24 mai 2024, Tottenham Hotspur Stadium, Londres |
|  | 8                                                     | Édimbourg Rugby                          | Édimbourg Rugby                                        | Édimbourg Rugby                          | 30               | 30               | 33                                        | 33                                        |                                           |                                           |  |  | 4 mai 2024, Twickenham Stoop, Londres | 4 mai 2024, Twickenham Stoop, Londres | 4 mai 2024, Twickenham Stoop, Londres | 4 mai 2024, Twickenham Stoop, Londres |  |  | 24 mai 2024, Tottenham Hotspur Stadium, Londres | 24 mai 2024, Tottenham Hotspur Stadium, Londres | 24 mai 2024, Tottenham Hotspur Stadium, Londres | 24 mai 2024, Tottenham Hotspur Stadium, Londres |
|  | 8                                                     | Édimbourg Rugby                          | 13 avril 2024, Stade Marcel-Michelin, Clermont-Ferrand |                                          |                  |                  | 33                                        | 33                                        |                                           |                                           |  |  | 4 mai 2024, Twickenham Stoop, Londres | 4 mai 2024, Twickenham Stoop, Londres | 4 mai 2024, Twickenham Stoop, Londres | 4 mai 2024, Twickenham Stoop, Londres |  |  | 24 mai 2024, Tottenham Hotspur Stadium, Londres | 24 mai 2024, Tottenham Hotspur Stadium, Londres | 24 mai 2024, Tottenham Hotspur Stadium, Londres | 24 mai 2024, Tottenham Hotspur Stadium, Londres |
|  | 9                                                     | Aviron bayonnais                         | 15                                                     | 15                                       |                  |                  |                                           |                                           |                                           |                                           |  |  | 4 mai 2024, Twickenham Stoop, Londres | 4 mai 2024, Twickenham Stoop, Londres | 4 mai 2024, Twickenham Stoop, Londres | 4 mai 2024, Twickenham Stoop, Londres |  |  | 24 mai 2024, Tottenham Hotspur Stadium, Londres | 24 mai 2024, Tottenham Hotspur Stadium, Londres | 24 mai 2024, Tottenham Hotspur Stadium, Londres | 24 mai 2024, Tottenham Hotspur Stadium, Londres |
|  | 9                                                     | Aviron bayonnais                         | 15                                                     | 15                                       | Sharks           | Sharks           | 32                                        | 32                                        |                                           |                                           |  |  |                                       |                                       |                                       |                                       |  |  | 24 mai 2024, Tottenham Hotspur Stadium, Londres | 24 mai 2024, Tottenham Hotspur Stadium, Londres | 24 mai 2024, Tottenham Hotspur Stadium, Londres | 24 mai 2024, Tottenham Hotspur Stadium, Londres |
|  | 6 avril 2024, Stade Marcel-Michelin, Clermont-Ferrand |                                          |                                                        |                                          | Sharks           | Sharks           | 32                                        | 32                                        |                                           |                                           |  |  |                                       |                                       |                                       |                                       |  |  | 24 mai 2024, Tottenham Hotspur Stadium, Londres | 24 mai 2024, Tottenham Hotspur Stadium, Londres | 24 mai 2024, Tottenham Hotspur Stadium, Londres | 24 mai 2024, Tottenham Hotspur Stadium, Londres |
|  |                                                       |                                          | ASM Clermont                                           | ASM Clermont                             | 31               | 31               |                                           |                                           |                                           |                                           |  |  |                                       |                                       |                                       |                                       |  |  | 24 mai 2024, Tottenham Hotspur Stadium, Londres | 24 mai 2024, Tottenham Hotspur Stadium, Londres | 24 mai 2024, Tottenham Hotspur Stadium, Londres | 24 mai 2024, Tottenham Hotspur Stadium, Londres |
|  | 4                                                     | ASM Clermont                             | ASM Clermont                                           | ASM Clermont                             | 31               | 31               | 27                                        | 27                                        |                                           |                                           |  |  |                                       |                                       |                                       |                                       |  |  | 24 mai 2024, Tottenham Hotspur Stadium, Londres | 24 mai 2024, Tottenham Hotspur Stadium, Londres | 24 mai 2024, Tottenham Hotspur Stadium, Londres | 24 mai 2024, Tottenham Hotspur Stadium, Londres |
|  | 4                                                     | ASM Clermont                             | 4 mai 2024, Kingsholm Stadium, Gloucester              |                                          |                  |                  | 27                                        | 27                                        |                                           |                                           |  |  |                                       |                                       |                                       |                                       |  |  | 24 mai 2024, Tottenham Hotspur Stadium, Londres | 24 mai 2024, Tottenham Hotspur Stadium, Londres | 24 mai 2024, Tottenham Hotspur Stadium, Londres | 24 mai 2024, Tottenham Hotspur Stadium, Londres |
|  | 13                                                    | Cheetahs                                 | 22                                                     | 22                                       |                  |                  |                                           |                                           |                                           |                                           |  |  |                                       |                                       |                                       |                                       |  |  | 24 mai 2024, Tottenham Hotspur Stadium, Londres | 24 mai 2024, Tottenham Hotspur Stadium, Londres | 24 mai 2024, Tottenham Hotspur Stadium, Londres | 24 mai 2024, Tottenham Hotspur Stadium, Londres |
|  | 13                                                    | Cheetahs                                 | 22                                                     | 22                                       | ASM Clermont     | ASM Clermont     | 53                                        | 53                                        |                                           |                                           |  |  |                                       |                                       |                                       |                                       |  |  | 24 mai 2024, Tottenham Hotspur Stadium, Londres | 24 mai 2024, Tottenham Hotspur Stadium, Londres | 24 mai 2024, Tottenham Hotspur Stadium, Londres | 24 mai 2024, Tottenham Hotspur Stadium, Londres |
|  | 7 avril 2024, GGL Stadium, Montpellier                |                                          |                                                        |                                          | ASM Clermont     | ASM Clermont     | 53                                        | 53                                        |                                           |                                           |  |  |                                       |                                       |                                       |                                       |  |  | 24 mai 2024, Tottenham Hotspur Stadium, Londres | 24 mai 2024, Tottenham Hotspur Stadium, Londres | 24 mai 2024, Tottenham Hotspur Stadium, Londres | 24 mai 2024, Tottenham Hotspur Stadium, Londres |
|  |                                                       |                                          | Ulster                                                 | Ulster                                   | 14               | 14               |                                           |                                           |                                           |                                           |  |  |                                       |                                       |                                       |                                       |  |  | 24 mai 2024, Tottenham Hotspur Stadium, Londres | 24 mai 2024, Tottenham Hotspur Stadium, Londres | 24 mai 2024, Tottenham Hotspur Stadium, Londres | 24 mai 2024, Tottenham Hotspur Stadium, Londres |
|  | 5                                                     | Montpellier HR                           | Ulster                                                 | Ulster                                   | 14               | 14               | 17                                        | 17                                        |                                           |                                           |  |  |                                       |                                       |                                       |                                       |  |  | 24 mai 2024, Tottenham Hotspur Stadium, Londres | 24 mai 2024, Tottenham Hotspur Stadium, Londres | 24 mai 2024, Tottenham Hotspur Stadium, Londres | 24 mai 2024, Tottenham Hotspur Stadium, Londres |
|  | 5                                                     | Montpellier HR                           | 12 avril 2024, Kingsholm Stadium, Gloucester           |                                          |                  |                  | 17                                        | 17                                        |                                           |                                           |  |  |                                       |                                       |                                       |                                       |  |  | 24 mai 2024, Tottenham Hotspur Stadium, Londres | 24 mai 2024, Tottenham Hotspur Stadium, Londres | 24 mai 2024, Tottenham Hotspur Stadium, Londres | 24 mai 2024, Tottenham Hotspur Stadium, Londres |
|  | 12                                                    | Ulster                                   | 40                                                     | 40                                       |                  |                  |                                           |                                           |                                           |                                           |  |  |                                       |                                       |                                       |                                       |  |  | 24 mai 2024, Tottenham Hotspur Stadium, Londres | 24 mai 2024, Tottenham Hotspur Stadium, Londres | 24 mai 2024, Tottenham Hotspur Stadium, Londres | 24 mai 2024, Tottenham Hotspur Stadium, Londres |
|  | 12                                                    | Ulster                                   | 40                                                     | 40                                       | Sharks           | Sharks           | 36                                        | 36                                        |                                           |                                           |  |  |                                       |                                       |                                       |                                       |  |  |                                                 |                                                 |                                                 |                                                 |
|  | 5 avril 2024, Kingsholm Stadium, Gloucester           |                                          |                                                        |                                          | Sharks           | Sharks           | 36                                        | 36                                        |                                           |                                           |  |  |                                       |                                       |                                       |                                       |  |  |                                                 |                                                 |                                                 |                                                 |
|  |                                                       |                                          | Gloucester Rugby                                       | Gloucester Rugby                         | 22               | 22               |                                           |                                           |                                           |                                           |  |  |                                       |                                       |                                       |                                       |  |  |                                                 |                                                 |                                                 |                                                 |
|  | 2                                                     | Gloucester Rugby                         | Gloucester Rugby                                       | Gloucester Rugby                         | 22               | 22               | 30                                        | 30                                        |                                           |                                           |  |  |                                       |                                       |                                       |                                       |  |  |                                                 |                                                 |                                                 |                                                 |
|  | 2                                                     | Gloucester Rugby                         |                                                        |                                          |                  |                  |                                           | 30                                        |                                           |                                           |  |  |                                       |                                       |                                       |                                       |  |  |                                                 |                                                 |                                                 |                                                 |
|  | 15                                                    | Castres olympique                        | 25                                                     | 25                                       |                  |                  |                                           |                                           |                                           |                                           |  |  |                                       |                                       |                                       |                                       |  |  |                                                 |                                                 |                                                 |                                                 |
|  | 15                                                    | Castres olympique                        | 25                                                     | 25                                       | Gloucester Rugby | Gloucester Rugby | 23                                        | 23                                        |                                           |                                           |  |  |                                       |                                       |                                       |                                       |  |  |                                                 |                                                 |                                                 |                                                 |
|  | 6 avril 2024, Brewery Field, Bridgend                 |                                          |                                                        |                                          | Gloucester Rugby | Gloucester Rugby | 23                                        | 23                                        |                                           |                                           |  |  |                                       |                                       |                                       |                                       |  |  |                                                 |                                                 |                                                 |                                                 |
|  |                                                       |                                          | Ospreys                                                | Ospreys                                  | 13               | 13               |                                           |                                           |                                           |                                           |  |  |                                       |                                       |                                       |                                       |  |  |                                                 |                                                 |                                                 |                                                 |
|  | 7                                                     | Ospreys                                  | Ospreys                                                | Ospreys                                  | 13               | 13               | 23                                        | 23                                        |                                           |                                           |  |  |                                       |                                       |                                       |                                       |  |  |                                                 |                                                 |                                                 |                                                 |
|  | 7                                                     | Ospreys                                  | 14 avril 2024, Stadio Comunale di Monigo, Trévise      |                                          |                  |                  | 23                                        | 23                                        |                                           |                                           |  |  |                                       |                                       |                                       |                                       |  |  |                                                 |                                                 |                                                 |                                                 |
|  | 10                                                    | Sale Sharks                              | 13                                                     | 13                                       |                  |                  |                                           |                                           |                                           |                                           |  |  |                                       |                                       |                                       |                                       |  |  |                                                 |                                                 |                                                 |                                                 |
|  | 10                                                    | Sale Sharks                              | 13                                                     | 13                                       | Gloucester Rugby | Gloucester Rugby | 40                                        | 40                                        |                                           |                                           |  |  |                                       |                                       |                                       |                                       |  |  |                                                 |                                                 |                                                 |                                                 |
|  | 6 avril 2024, Stadio Comunale di Monigo, Trévise      |                                          |                                                        |                                          | Gloucester Rugby | Gloucester Rugby | 40                                        | 40                                        |                                           |                                           |  |  |                                       |                                       |                                       |                                       |  |  |                                                 |                                                 |                                                 |                                                 |
|  |                                                       |                                          | Benetton Trévise                                       | Benetton Trévise                         | 23               | 23               |                                           |                                           |                                           |                                           |  |  |                                       |                                       |                                       |                                       |  |  |                                                 |                                                 |                                                 |                                                 |
|  | 3                                                     | Benetton Trévise                         | Benetton Trévise                                       | Benetton Trévise                         | 23               | 23               | 27                                        | 27                                        |                                           |                                           |  |  |                                       |                                       |                                       |                                       |  |  |                                                 |                                                 |                                                 |                                                 |
|  | 3                                                     | Benetton Trévise                         |                                                        |                                          |                  |                  |                                           | 27                                        |                                           |                                           |  |  |                                       |                                       |                                       |                                       |  |  |                                                 |                                                 |                                                 |                                                 |
|  | 14                                                    | Lions                                    | 17                                                     | 17                                       |                  |                  |                                           |                                           |                                           |                                           |  |  |                                       |                                       |                                       |                                       |  |  |                                                 |                                                 |                                                 |                                                 |
|  | 14                                                    | Lions                                    | 17                                                     | 17                                       | Benetton Trévise | Benetton Trévise | 39                                        | 39                                        |                                           |                                           |  |  |                                       |                                       |                                       |                                       |  |  |                                                 |                                                 |                                                 |                                                 |
|  | 7 avril 2024, Stade du Hameau, Pau                    |                                          |                                                        |                                          | Benetton Trévise | Benetton Trévise | 39                                        | 39                                        |                                           |                                           |  |  |                                       |                                       |                                       |                                       |  |  |                                                 |                                                 |                                                 |                                                 |
|  |                                                       |                                          | Connacht                                               | Connacht                                 | 24               | 24               |                                           |                                           |                                           |                                           |  |  |                                       |                                       |                                       |                                       |  |  |                                                 |                                                 |                                                 |                                                 |
|  | 6                                                     | Section paloise                          | Connacht                                               | Connacht                                 | 24               | 24               | 30                                        | 30                                        |                                           |                                           |  |  |                                       |                                       |                                       |                                       |  |  |                                                 |                                                 |                                                 |                                                 |
|  | 6                                                     | Section paloise                          |                                                        |                                          |                  |                  |                                           | 30                                        |                                           |                                           |  |  |                                       |                                       |                                       |                                       |  |  |                                                 |                                                 |                                                 |                                                 |
|  | 11                                                    | Connacht                                 | 40                                                     | 40                                       |                  |                  |                                           |                                           |                                           |                                           |  |  |                                       |                                       |                                       |                                       |  |  |                                                 |                                                 |                                                 |                                                 |
|  | 11                                                    | Connacht                                 | 40                                                     | 40                                       |                  |                  |                                           |                                           |                                           |                                           |  |  |                                       |                                       |                                       |                                       |  |  |                                                 |                                                 |                                                 |                                                 |
|  |                                                       |                                          |                                                        |                                          |                  |                  |                                           |                                           |                                           |                                           |  |  |                                       |                                       |                                       |                                       |  |  |                                                 |                                                 |                                                 |                                                 |

### Huitièmes de finale
Les huitièmes de finale se jouent en une manche les 5 avril 2024, 6 avril 2024 et 7 avril 2024. Les équipes les mieux classées lors de la phase de poule jouent à domicile.
| 5 avril 2024 21 h | Gloucester Rugby | 30 - 25 (21 - 10) | Castres olympique | Kingsholm Stadium, Gloucester 9 134 spectateurs Arbitre : Andrew Brace |
| 5 avril 2024 21 h | Essai(s) : 3 Mercer (8e), May (27e), Llewellyn (31e) Transformation(s) : 3 Carreras (9e, 28e, 33e) Pénalité(s) : 3 Carreras (55e, 61e, 79e) | Rapport           | Essai(s) : 3 Dumora (1re), Zarantonello (72e), Raisuqe (80e+2) Transformation(s) : 2 Popelin (2e, 72e) Pénalité(s) : 2 Popelin (39e, 52e) | Kingsholm Stadium, Gloucester 9 134 spectateurs Arbitre : Andrew Brace |
| 5 avril 2024 21 h | | Rapport           | | Kingsholm Stadium, Gloucester 9 134 spectateurs Arbitre : Andrew Brace |

| 6 avril 2024 13 h 30 | ASM Clermont Auvergne | 27 - 22 (22 - 3) | Cheetahs | Stade Marcel-Michelin, Clermont-Ferrand 13 493 spectateurs Arbitre : Sam Grove-White (en) |
| 6 avril 2024 13 h 30 | Essai(s) : 4 Jurand (1re), Delguy (37e), Fourcade (40e+1), Jauneau (53e) Transformation(s) : 2 Belleau (2e, 42e) Pénalité(s) : 1 Belleau (22e) Carton(s) jaune(s) : 1 Fourcade (67e) | Rapport          | Essai(s) : 3 Qoma (en) (62e, 72e), Mafura (68e) Transformation(s) : 2 Pienaar (63e, 72e) Pénalité(s) : 1 Pienaar (11e) | Stade Marcel-Michelin, Clermont-Ferrand 13 493 spectateurs Arbitre : Sam Grove-White (en) |
| 6 avril 2024 13 h 30 | | Rapport          | | Stade Marcel-Michelin, Clermont-Ferrand 13 493 spectateurs Arbitre : Sam Grove-White (en) |

| 6 avril 2024 18 h 30 | Benetton Trévise | 27 - 17 (17 - 10) | Lions | Stadio Comunale di Monigo, Trévise 4 846 spectateurs Arbitre : Christophe Ridley |
| 6 avril 2024 18 h 30 | Essai(s) : 3 Gallo (8e), Ratave (en) (33e), Bernasconi (en) (51e) Transformation(s) : 3 Umaga (9e, 34e, 52e) Pénalité(s) : 1 Albornoz (63e) Drop(s) : 1 Smith (en) (27e) Carton(s) jaune(s) : 1 Fekitoa (67e) Carton(s) rouge(s) : 1 Nicotera (44e) | Rapport           | Essai(s) : 2 Visagie (2e), Hendrikse (46e) Transformation(s) : 2 Hendrikse (3e, 47e) Pénalité(s) : 1 Hendrikse (37e) | Stadio Comunale di Monigo, Trévise 4 846 spectateurs Arbitre : Christophe Ridley |
| 6 avril 2024 18 h 30 | | Rapport           | | Stadio Comunale di Monigo, Trévise 4 846 spectateurs Arbitre : Christophe Ridley |

| 6 avril 2024 21 h | Ospreys | 23 - 13 (8 - 3) | Sale Sharks                                                                                                   | Brewery Field, Bridgend 4 225 spectateurs Arbitre : Mathieu Raynal |
| 6 avril 2024 21 h | Essai(s) : 3 Morris (en) (32e), Giles (en) (46e), Morgan-Williams (en) (48e) Transformation(s) : 1 O. Williams (49e) Pénalité(s) : 2 O. Williams (25e, 78e) | Rapport         | Essai(s) : 2 Reed (61e), Curry (69e) Transformation(s) : 1 R. du Preez (69e) Pénalité(s) : 1 R. du Preez (3e) | Brewery Field, Bridgend 4 225 spectateurs Arbitre : Mathieu Raynal |
| 6 avril 2024 21 h | | Rapport         | | Brewery Field, Bridgend 4 225 spectateurs Arbitre : Mathieu Raynal |

| 6 avril 2024 21 h | Édimbourg Rugby | 33 - 15 (5 - 7) | Aviron bayonnais | Murrayfield Stadium, Édimbourg 5 365 spectateurs Arbitre : Chris Busby |
| 6 avril 2024 21 h | Essai(s) : 5 Watson (23e), Currie (en) (42e), Vellacott (53e, 56e), van der Merwe (67e) Transformation(s) : 4 Healy (42e, 54e, 57e, 69e) | Rapport         | Essai(s) : 2 Spring (17e, 49e) Transformation(s) : 1 Spring (18e) Pénalité(s) : 1 Spring (48e) Carton(s) jaune(s) : 1 Lestrade (53e) | Murrayfield Stadium, Édimbourg 5 365 spectateurs Arbitre : Chris Busby |
| 6 avril 2024 21 h | | Rapport         | | Murrayfield Stadium, Édimbourg 5 365 spectateurs Arbitre : Chris Busby |

| 7 avril 2024 13 h 30 | Montpellier HR | 17 - 40 (17 - 7) | Ulster | GGL Stadium, Montpellier 5 240 spectateurs Arbitre : Ben Whitehouse |
| 7 avril 2024 13 h 30 | Essai(s) : 2 Willemse (9e), Eymeri (23e) Transformation(s) : 2 Foursans-Bourdette (10e, 24e) Pénalité(s) : 1 Foursans-Bourdette (38e) Carton(s) jaune(s) : 3 Verhaeghe (65e), Karkadze (66e) N'Gandebe (80e+1) Carton(s) rouge(s) : 1 Willemse (41e) | Rapport          | Essai(s) : 6 Addison (27e), Baloucoune (42e), Wilson (62e), McCann (en) (67e), McCloskey (77e), de pénalité (80e) Transformation(s) : 5 Cooney (30e, 63e, 68e, 79e), de pénalité (80e) | GGL Stadium, Montpellier 5 240 spectateurs Arbitre : Ben Whitehouse |
| 7 avril 2024 13 h 30 | | Rapport          | | GGL Stadium, Montpellier 5 240 spectateurs Arbitre : Ben Whitehouse |

| 7 avril 2024 16 h | Sharks | 47 - 3 (21 - 3) | Zebre Parma                    | Kings Park Stadium, Durban 6 730 spectateurs Arbitre : Anthony Woodthorpe |
| 7 avril 2024 16 h | Essai(s) : 7 Tshituka (6e), Kok (20e), Rahl (35e), Fassi (43e), Buthelezi (56e), Hooker (64e), Bosch (74e) Transformation(s) : 6 Masuku (en) (7e, 21e, 36e, 44e, 65e), Bosch (75e) | Rapport         | Pénalité(s) : 1 Eden (en) (5e) | Kings Park Stadium, Durban 6 730 spectateurs Arbitre : Anthony Woodthorpe |
| 7 avril 2024 16 h | | Rapport         |                                | Kings Park Stadium, Durban 6 730 spectateurs Arbitre : Anthony Woodthorpe |

| 7 avril 2024 18 h 30 | Section paloise | 30 - 40 (20 - 12) | Connacht | Stade du Hameau, Pau 6 488 spectateurs Arbitre : Andrea Piardi |
| 7 avril 2024 18 h 30 | Essai(s) : 3 Zegueur (9e, 38e), Fisi'ihoi (46e) Transformation(s) : 3 Simmonds (9e, 39e, 47e) Pénalité(s) : 2 Simmonds (25e, 36e) Drop(s) : 1 Simmonds (51e) Carton(s) jaune(s) : 1 Vatubua (62e) | Rapport           | Essai(s) : 6 Heffernan (4e), Prendergast (14e, 78e), Bolton (44e), Blade (54e), Aki (64e) Transformation(s) : 5 Carty (6e, 45e), Hanrahan (55e, 65e, 80e) | Stade du Hameau, Pau 6 488 spectateurs Arbitre : Andrea Piardi |
| 7 avril 2024 18 h 30 | | Rapport           | | Stade du Hameau, Pau 6 488 spectateurs Arbitre : Andrea Piardi |

### Quarts de finale
Les quarts de finale se jouent en une manche le week-end du 12 avril 2024. Les équipes les mieux classées lors de la phase de poule jouent à domicile.
| 12 avril 2024 21 h | Gloucester Rugby                                                                     | 23 - 13 (14 - 13) | Ospreys | Kingsholm Stadium, Gloucester 9 816 spectateurs Arbitre : Pierre Brousset |
| 12 avril 2024 21 h | Essai(s) : 1 Blake (en) (30e) Pénalité(s) : 6 Carreras (6e, 18e, 34e, 50e, 60e, 65e) | Rapport           | Essai(s) : 1 Giles (en) (13e) Transformation(s) : 1 Williams (14e) Pénalité(s) : 2 Williams (22e), Giles (40e) | Kingsholm Stadium, Gloucester 9 816 spectateurs Arbitre : Pierre Brousset |
| 12 avril 2024 21 h |                                                                                      | Rapport           | | Kingsholm Stadium, Gloucester 9 816 spectateurs Arbitre : Pierre Brousset |

| 13 avril 2024 13 h 30 | ASM Clermont Auvergne | 53 - 14 (20 - 14) | Ulster                                                                      | Stade Marcel-Michelin, Clermont-Ferrand 13 945 spectateurs Arbitre : Christophe Ridley |
| 13 avril 2024 13 h 30 | Essai(s) : 7 Yato (18e, 69e) Sowakula (37e, 60e), Newsome (44e), Simmons (64e), Jurand (80e+2) Transformation(s) : 6 Belleau (18e, 37e, 44e, 60e, 64e), Bézy (69e) Pénalité(s) : 2 Belleau (28e, 34e) | Rapport           | Essai(s) : 2 Timoney (13e, 40e+5) Transformation(s) : 2 Cooney (13e, 40e+5) | Stade Marcel-Michelin, Clermont-Ferrand 13 945 spectateurs Arbitre : Christophe Ridley |
| 13 avril 2024 13 h 30 | | Rapport           |                                                                             | Stade Marcel-Michelin, Clermont-Ferrand 13 945 spectateurs Arbitre : Christophe Ridley |

| 13 avril 2024 13 h 30 | Sharks | 36 - 30 (14 - 16) | Édimbourg Rugby | Kings Park Stadium, Durban 11 894 spectateurs Arbitre : Matthew Carley |
| 13 avril 2024 13 h 30 | Essai(s) : 3 Am (16e), Venter (26e), Mbonambi (55e) Transformation(s) : 3 Masuku (en) (16e, 26e, 55e) Pénalité(s) : 5 Masuku (49e, 53e, 66e, 71e, Bosch (80e) Carton(s) jaune(s) : 1 Etzebeth (30e) | Rapport           | Essai(s) : 3 Schoeman (32e), Watson (74e), Cherry (80e+2) Transformation(s) : 3 Healy (32e, 74e, 80e+2) Pénalité(s) : 3 Healy (3e, 15e, 40e) | Kings Park Stadium, Durban 11 894 spectateurs Arbitre : Matthew Carley |
| 13 avril 2024 13 h 30 | | Rapport           | | Kings Park Stadium, Durban 11 894 spectateurs Arbitre : Matthew Carley |

| 14 avril 2024 13 h 30 | Benetton Trévise | 39 - 24 (26 - 14) | Connacht | Stadio Comunale di Monigo, Trévise 4 098 spectateurs Arbitre : Mike Adamson |
| 14 avril 2024 13 h 30 | Essai(s) : 5 Lucchesi (5e), Menoncello (12e), Smith (en) (19e), Albornoz (27e, 65e) Transformation(s) : 4 Albornoz (5e), Umaga (19e, 27e, 65e) Pénalité(s) : 3 Umaga (27e, 62e) | Rapport           | Essai(s) : 4 Heffernan (2e), Boyle (40e), Aki (56e), Oliver (en) (67e) Transformation(s) : 2 Hanrahan (2e, 40e) Carton(s) jaune(s) : 1 D. Murray (5e) | Stadio Comunale di Monigo, Trévise 4 098 spectateurs Arbitre : Mike Adamson |
| 14 avril 2024 13 h 30 | | Rapport           | | Stadio Comunale di Monigo, Trévise 4 098 spectateurs Arbitre : Mike Adamson |

### Demi-finales
Les demi-finales se jouent en une manche le week-end du 3 mai 2024. Les équipes les mieux classées lors de la phase de poule jouent à domicile.
| 4 mai 2024 13 h 30 | Sharks | 32 - 31 (18 - 28) | ASM Clermont Auvergne | Twickenham Stoop, Londres 5 517 spectateurs Arbitre : Luke Pearce |
| 4 mai 2024 13 h 30 | Essai(s) : 2 Koch (61e), Mapimpi (71e) Transformation(s) : 2 Masuku (en) (61e,71e) Pénalité(s) : 6 Masuku (4e, 10e, 14e, 18e, 26e, 29e) Carton(s) jaune(s) : 1 Fassi (64e) | Rapport           | Essai(s) : 3 Jurand (5e, 20e), Newsome (30e) Transformation(s) : 2 Belleau (5e, 30e) Pénalité(s) : 4 Belleau (16e, 36e, 40e+1, 42e) Carton(s) jaune(s) : 1 Delguy (58e) | Twickenham Stoop, Londres 5 517 spectateurs Arbitre : Luke Pearce |
| 4 mai 2024 13 h 30 | | Rapport           | | Twickenham Stoop, Londres 5 517 spectateurs Arbitre : Luke Pearce |

| 4 mai 2024 16 h | Gloucester Rugby | 40 - 23 (15 - 11) | Benetton Trévise | Kingsholm Stadium, Gloucester 11 426 spectateurs Arbitre : Nika Amashukeli |
| 4 mai 2024 16 h | Essai(s) : 5 Hathaway (5e), Blake (en) (28e), Hastings (59e), Clarke (en) (61e), Thorley (77e) Transformation(s) : 3 Hastings (28e, 59e, 61e) Pénalité(s) : 3 Hastings (19e, 48e), Englefield (en) (73e) Carton(s) jaune(s) : 1 Mercer (35e) | Rapport           | Essai(s) : 3 Smith (en) (40e+1), Lucchesi (53e, 66e) Transformation(s) : 1 Albornoz (66e) Pénalité(s) : 2 Albornoz (15e, 25e) Carton(s) jaune(s) : 1 Albornoz (35e) | Kingsholm Stadium, Gloucester 11 426 spectateurs Arbitre : Nika Amashukeli |
| 4 mai 2024 16 h | | Rapport           | | Kingsholm Stadium, Gloucester 11 426 spectateurs Arbitre : Nika Amashukeli |

### Finale
La finale se joue le vendredi 23 mai 2024 au Tottenham Hotspur Stadium, à Londres.
| Finale 24 mai 2024 21 h | Sharks | 36 - 22 (16 - 3) | Gloucester Rugby | Tottenham Hotspur Stadium, Londres 34 761 spectateurs Arbitre : Mathieu Raynal Diffuseur : beIn Sports, France 4 |
| Finale 24 mai 2024 21 h | Essai(s) : 3 Buthelezi (25e), Fassi (54e), Mapimpi (59e) Transformation(s) : 3 Masuku (en) (25e, 54e, 59e) Pénalité(s) : 5 Masuku (14e, 30e, 36e, 50e, 53e) Carton(s) jaune(s) : 1 Fassi (6e) | Rapport          | Essai(s) : 3 Tuisue (57e), Socino (75e), Clarke (en) (78e) Transformation(s) : 2 Hastings (57e, 75e) Pénalité(s) : 1 Englefield (en) (22e) | Tottenham Hotspur Stadium, Londres 34 761 spectateurs Arbitre : Mathieu Raynal Diffuseur : beIn Sports, France 4 |
| Finale 24 mai 2024 21 h | | Rapport          | | Tottenham Hotspur Stadium, Londres 34 761 spectateurs Arbitre : Mathieu Raynal Diffuseur : beIn Sports, France 4 |

## Statistiques et prix

### Meilleurs réalisateurs
| Rang | Joueur            | Club             | Essais | Transf. | Pén. | Drops | Points |
| ---- | ----------------- | ---------------- | ------ | ------- | ---- | ----- | ------ |
| 1    | Anthony Belleau   | ASM Clermont     | 2      | 22      | 9    | -     | 81     |
| 2    | Siya Masuku       | Sharks           | -      | 13      | 15   | -     | 71     |
| 3    | Tomás Albornoz    | Benetton Trévise | 5      | 9       | 6    | -     | 61     |
| 4    | Ruan Pienaar      | Cheetahs         | 1      | 11      | 9    | -     | 54     |
| 5    | Jacob Umaga       | Benetton Trévise | 1      | 16      | 5    | -     | 52     |
| 6    | Santiago Carreras | Gloucester Rugby | -      | 6       | 13   | -     | 51     |
| 7    | Adam Hastings     | Gloucester Rugby | 2      | 8       | 7    | -     | 47     |
| 8    | Curwin Bosch      | Sharks           | 1      | 16      | 3    | -     | 46     |
| 9    | Ben Healy         | Édimbourg Rugby  | -      | 14      | 5    | -     | 43     |
| 10   | Jordan Hendrikse  | Lions            | 1      | 3       | 9    | -     | 38     |

### Meilleurs marqueurs
| Rang | Joueur            | Club             | Essais |
| ---- | ----------------- | ---------------- | ------ |
| 1    | Makazole Mapimpi  | Sharks           | 6      |
| 1    | Onisi Ratave (en) | Benetton Trévise | 6      |
| 3    | Tomás Albornoz    | Benetton Trévise | 5      |
| 3    | Simone Gesi       | Zebre            | 5      |
| 3    | Joris Jurand      | ASM Clermont     | 5      |
| 3    | Alex Newsome      | ASM Clermont     | 5      |
| 7    | Sept joueurs      | Sept joueurs     | 4      |